# Thân vương quốc Braunschweig-Wolfenbüttel
Thân vương quốc Braunschweig-Wolfenbüttel (tiếng Đức: Fürstentum Braunschweig-Wolfenbüttel, tiếng Anh: Principality of Brunswick-Wolfenbüttel), là một phân khu của Công quốc Braunschweig-Lüneburg, có lịch sử đặc trưng bởi nhiều cuộc chia rẽ và thống nhất. Nhà Welf chính là vương tộc cai trị các vùng đất này cho đến khi Đế quốc La Mã Thần thánh giải thể vào năm 1806. Sau Đại hội Viên, nhà nước kế thừa lãnh thổ này chính là Công quốc Branschweig, được thành lập năm 1815. Vào ngày 17/05/1433, chế độ nông nô của thân vương quốc bị bãi bỏ, vì thế mà Brunswick-Wolfenbüttel trở thành lãnh thổ đầu tiên trong Đế quốc La Mã Thần thánh từ bỏ chế độ này. Dưới thời Hoàng đế Napoleon, từ năm 1807 - 1813, thân vương quốc bị Đệ Nhất Đế chế Pháp chiếm đóng và trở thành một phần của Vương quốc Westphalia nằm dưới quyền cai trị của em trai Napoleon là Jérôme Bonaparte.

## Lịch sử

### Trung Cổ
Otto Trẻ, cháu Heinrich Sư Tử, đã được Hoàng đế Friedrich II của Thánh chế La Mã trao lại các lãnh thổ của gia tộc ông (khu vực phía Đông Hạ Sachsen và Bắc Sachsen-Anhalt ngày nay) vào ngày 21/08/1235, với tên gọi là Công quốc Brunswick-Lüneburg. Công quốc này bị chia cắt vào năm 1267/1269 bởi các con trai của ông.
Albert I (1236 - 1279) được trao cho các vùng xung quanh Brunswick-Wolfenbüttel, Einbeck-Grubenhagen và Göttingen-Oberwald. Ông đã lập ra Nhà Brunswick, đặt nền tảng cho sự ra đời của Thân vương quốc Brunswick-Wolfenbüttel. Anh trai của ông là Johann (1242 - 1277) thừa kế vùng đất xung quanh Lüneburg và lập ra Nhà Lüneburg. Thị trấn Brunswick vẫn nằm dưới sự cai trị chung.
Khu vực Brunswick (-Wolfenbüttel) được chia nhỏ hơn nữa trong những thập kỷ tiếp theo. Ví dụ, các dòng của Grubenhagen và Göttingen đã bị tách ra trong một thời gian. Theo một cách tương tự, vào năm 1432, các điền trang giữa các ngọn đồi Deister và sông Leine, đã được tách ra để hình thành Thân vương quốc Calenberg. Đã có những cuộc tái thống nhất và chia rẽ.
Trong khi đó, các công tước trở nên mệt mỏi vì những tranh chấp liên tục với các công dân của thị trấn Brunswick và, vào năm 1432, chuyển Residenz (nơi cư trú) của họ đến Lâu đài Nước ở Wolfenbüttel, nằm trong một vùng trũng đầm lầy của sông Oker khoảng 12 km (7,5 dặm) phía nam Brunswick.